# Cosmosoma stibosticta
Cosmosoma stibosticta är en fjärilsart som beskrevs av Butler 1876. Cosmosoma stibosticta ingår i släktet Cosmosoma och familjen björnspinnare. Inga underarter finns listade i Catalogue of Life.